# Corrado Balducci
Monseñor Corrado Balducci (Milán, Italia, 11 de mayo de 1923, - Roma, 20 de septiembre de 2008) fue un sacerdote italiano católico, teólogo, ufólogo, demonólogo, exorcista y miembro de la Curia Romana, amigo cercano del papa Juan Pablo II. Fue exorcista durante largo tiempo para la Archidiócesis de Roma, así como prelado de la Congregación para la Evangelización y la Sociedad para la Propagación de la Fe.  Escribió varios libros sobre el mensaje subliminal satánico en la música rock y heavy metal, sobre posesiones demoníacas y sobre la vida extraterrestre.  Aparecía frecuentemente en la TV italiana para hablar de satanismo, religión, y extraterrestres.

## Educación
Balducci se graduó en 1954 en la Academia Pontificia Eclesiástica, la institución de la Santa Sede para futuros sacerdotes y embajadores papales, o nuncios.

## Extraterrestres
Sostenía Balducci que el contacto extraterrestre es real. En relación con las enseñanzas de la Iglesia católica al respecto, Balducci afirmaba que los encuentros con extraterrestres no son  demoníacos ni se deben a trastornos psicológicos ni son producto de posesiones de entidades, y que deberían ser estudiados más cuidadosamente."  Balducci también dijo que el Vaticano estaba haciendo un seguimiento directo de incidentes referentes a encuentros extraterrestres reportados a las nunciaturas o embajadas en diferentes países.

## Premios
- 2005 PRG Disclosure Award[1]

## Media

### Libros
- ISBN 978-85-86812-08-8 Diabo: ...Vivo e Atuante no Mundo, O (paperback, 2004)(El Diablo:....vivo y actuando en el mundo)
- ISBN 978-88-04-37999-7 Il diavolo (Grandisaggi) (1994)(El diablo)
- ISBN 978-88-384-1561-6 Adoratori del diavolo e rock satanico (1991)(Adoradores del diablo y rock satánico)
- ISBN 978-0-8189-0586-5 The Devil "Alive and Active in Our World" (paperback, 1990)(El diablo "vivo y activo en nuestro mundo")

### Videos
- Safespace - Fastwalkers - Winter 2006